# Julián Arcas Sánchez
Julián Arcas Sánchez (Vélez-Blanco, Almería, España, 7 de enero de 1926-Figueras, Gerona, España, 12 de enero de 2001) fue un futbolista y entrenador español que se desempeñaba como delantero.

## Clubes
Como jugador
| Club                 | País   | Año       |
| -------------------- | ------ | --------- |
| R. C. D. Espanyol    | España | 1946-1958 |
| Cádiz Club de Fútbol | España | 1958-1959 |

Como entrenador.
| Club                          | País   | Año       |
| ----------------------------- | ------ | --------- |
| Cádiz Club de Fútbol          | España | 1958-1959 |
| R. C. D. Espanyol             | España | 1961-1962 |
| Centre d'Esports L'Hospitalet | España | 1964-1966 |